# Андовк Сюни
Андовк Сюни, Антиох Сюни (арм. Անդովկ Սյունի, Անտիոք Սյունի) (годы рож. и см. неизв.) — античный армянский государственный и политический деятель IV века.

## Биография
Из древнеармянского рода Сюни — наследственных владетелей Сюника. Патриарх (нахапет) рода Сюни, отец принцессы Великой Армении Парандзем, а также зять Мамиконянов. С 338 года до становления Артавазда Мамиконяна совершеннолетним, вместе с Аршавиром Камсараканом вел спарапетство Великой Армении. После пленения царя Тирана (350 г.) вместе с Аршавиром Камсараканом возглавил оборону страны, ведя борьбу против персидских захватчиков. Вел дипломатические переговоры с римлянами. Совместные армяно-римские войска под руководством Императора и Андовка Сюни в Битве при Восхе нанесли поражение Шапуру II, заставив ему признать независимость Армении и царствование Аршака II. Аршак II вскоре поженился на его дочери, а сам Андовк был признан патриархом рода Сюни. Хоренаци сообщает, что Андовк Сюни, укрепившись в находящимся в его подчинении городе Тигранакерте, всякий раз успешно оборонялся от нападений персов.